# Arcidiocesi di Liverpool
L'arcidiocesi di Liverpool (in latino Archidioecesis Liverpolitana) è una sede metropolitana della Chiesa cattolica in Inghilterra. Nel 2023 contava 505.000 battezzati su 1.841.000 abitanti. È retta dall'arcivescovo John Francis Sherrington.

## Territorio
L'arcidiocesi comprende la parte sud-occidentale della contea di Lancashire e l'isola di Man.
Sede arcivescovile è la città di Liverpool, dove si trova la cattedrale di Cristo Re. A Douglas, sull'isola di Man, si trova la concattedrale di Santa Maria dell'isola.
Il territorio è suddiviso in 147 parrocchie.

### Provincia ecclesiastica
La provincia ecclesiastica di Liverpool, istituita nel 1911, si estende nella parte settentrionale dell'Inghilterra e comprende le seguenti suffraganee:
- la diocesi di Hexham e Newcastle, eretta come vicariato apostolico del Distretto settentrionale nel 1688, elevato a diocesi con il nome di diocesi di Hexham nel 1850 e poi con il nome attuale nel 1861;
- la diocesi di Salford, eretta nel 1850;
- la diocesi di Leeds, eretta nel 1878;
- la diocesi di Middlesbrough, eretta nel 1878;
- la diocesi di Lancaster, eretta nel 1924;
- la diocesi di Hallam, eretta nel 1980.

## Storia
Il vicariato apostolico del Distretto di Lancaster fu eretto il 3 luglio 1840 con il breve Muneris apostolici di papa Gregorio XVI, ricavandone il territorio dal vicariato apostolico del Distretto settentrionale (oggi diocesi di Hexham e Newcastle).
Si estendeva sulle contee del Lancashire e di Cheshire e sull'isola di Man; sede dei vicari apostolici era la città Lancaster.
Il 29 settembre 1850 papa Pio IX con il breve Universalis Ecclesiae restaurò in Inghilterra la gerarchia cattolica. Il vicariato apostolico del Distretto di Lancaster fu diviso in due parti: la diocesi di Liverpool, che comprendeva le centene (hundreds) di Lonsdale, Amounderness e West Derby, e l'isola di Man; e la diocesi di Salford, che comprendeva le centene di Salford, Blackburn e Leyland. Entrambe le nuove diocesi furono rese suffraganee dell'arcidiocesi di Westminster.
Il 27 giugno 1851 la diocesi di Liverpool si ampliò, incorporando una parte del territorio che era appartenuto alla diocesi di Salford, corrispondente alla centena di Leyland.
Nel 1880 il vescovo Bernard O'Reilly fondò il seminario diocesano (St Joseph's College).
Il 28 ottobre 1911 è stata elevata al rango di arcidiocesi metropolitana con la bolla Si qua est di papa Pio X.
Il 22 novembre 1924 ha ceduto un'altra porzione di territorio a vantaggio dell'erezione della diocesi di Lancaster.
Nel 1967 fu consacrata la cattedrale di Cristo Re, un moderno edificio a pianta circolare.

## Cronotassi dei vescovi
Si omettono i periodi di sede vacante non superiori ai 2 anni o non storicamente accertati.
- George Hilary Brown † (5 giugno 1840 - 25 gennaio 1856 deceduto)
- Alexander Goss † (25 gennaio 1856 succeduto - 3 ottobre 1872 deceduto)
- Bernard O'Reilly † (28 febbraio 1873 - 9 aprile 1894 deceduto)
- Thomas Whiteside † (12 luglio 1894 - 28 gennaio 1921 deceduto)
- Frederick William Keating † (13 giugno 1921 - 7 febbraio 1928 deceduto)
- Richard Joseph Downey † (3 agosto 1928 - 16 giugno 1953 deceduto)
- William Godfrey † (10 novembre 1953 - 3 dicembre 1956 nominato arcivescovo di Westminster)
- John Carmel Heenan † (2 maggio 1957 - 2 settembre 1963 nominato arcivescovo di Westminster)
- George Andrew Beck, A.A. † (29 gennaio 1964 - 7 febbraio 1976 dimesso)
- Derek John Worlock † (7 febbraio 1976 - 6 febbraio 1996 deceduto)
- Patrick Altham Kelly (21 maggio 1996 - 27 febbraio 2013 dimesso)
- Malcolm Patrick McMahon, O.P. (21 marzo 2014 - 5 aprile 2025 ritirato)
- John Francis Sherrington, dal 5 aprile 2025

## Statistiche
L'arcidiocesi nel 2023 su una popolazione di 1.841.000 persone contava 505.000 battezzati, corrispondenti al 27,4% del totale; risulta quindi essere la diocesi britannica con più cattolici.
| anno | popolazione | popolazione | popolazione | presbiteri | presbiteri | presbiteri | presbiteri                | diaconi | religiosi | religiosi | parrocchie |
| anno | battezzati  | totale      | %           | numero     | secolari   | regolari   | battezzati per presbitero | diaconi | uomini    | donne     | parrocchie |
| ---- | ----------- | ----------- | ----------- | ---------- | ---------- | ---------- | ------------------------- | ------- | --------- | --------- | ---------- |
| 1950 | 423.392     | 2.374.824   | 17,8        | 689        | 501        | 188        | 614                       |         | 268       | 1.191     | 178        |
| 1970 | 534.091     | 1.980.000   | 27,0        | 664        | 485        | 179        | 804                       |         | 264       | 1.020     | 229        |
| 1980 | 530.000     | 1.400.000   | 37,9        | 642        | 463        | 179        | 825                       | 5       | 219       | 1.221     | 226        |
| 1990 | 507.655     | 1.250.000   | 40,6        | 487        | 339        | 148        | 1.042                     | 55      | 201       | 939       | 226        |
| 1999 | 508.000     | 1.100.000   | 46,2        | 424        | 284        | 140        | 1.198                     | 84      | 196       | 590       | 223        |
| 2000 | 495.000     | 1.100.000   | 45,0        | 382        | 278        | 104        | 1.295                     | 86      | 139       | 616       | 223        |
| 2001 | 498.000     | 1.100.000   | 45,3        | 394        | 282        | 112        | 1.263                     | 89      | 147       | 616       | 227        |
| 2002 | 508.000     | 1.100.000   | 46,2        | 386        | 285        | 101        | 1.316                     | 91      | 143       | 357       | 218        |
| 2003 | 508.000     | 1.100.000   | 46,2        | 374        | 268        | 106        | 1.358                     | 95      | 148       | 458       | 206        |
| 2004 | 506.319     | 1.100.000   | 46,0        | 360        | 254        | 106        | 1.406                     | 97      | 148       | 458       | 203        |
| 2012 | 513.000     | 1.135.000   | 45,2        | 328        | 238        | 90         | 1.564                     | 106     | 105       | 438       | 177        |
| 2013 | 574.150     | 1.900.000   | 30,2        | 302        | 213        | 89         | 1.901                     | 103     | 102       | 378       | 174        |
| 2016 | 520.000     | 1.800.000   | 28,9        | 266        | 196        | 70         | 1.954                     | 102     | 81        | 270       | 172        |
| 2019 | 498.360     | 1.819.300   | 27,4        | 248        | 176        | 72         | 2.009                     | 100     | 101       | 315       | 154        |
| 2021 | 502.800     | 1.836.000   | 27,4        | 234        | 167        | 67         | 2.148                     | 96      | 92        | 340       | 147        |
| 2023 | 505.000     | 1.841.000   | 27,4        | 215        | 150        | 65         | 2.348                     | 91      | 87        | 330       | 140        |